# Jenny Mensing
Jenny Mensing, née le 26 février 1986 à Berlin, est une nageuse allemande. Elle est spécialiste des épreuves de dos.

## Palmarès

### Championnats d'Europe

#### En grand bassin
- Championnats d'Europe 2010 à Budapest (Hongrie) :
  -  Médaille de bronze du 100 mètres dos.
  -  Médaille de bronze au titre du relais 4 × 100 m 4 nages.
- Championnats d'Europe 2012 à Debrecen (Hongrie) :
  -  Médaille d'or du 100 mètres dos.
  -  Médaille d'or au titre du relais 4 × 100 m 4 nages.
  -  Médaille d'argent du 200 mètres dos.

#### En petit bassin
- Championnats d'Europe 2009 à Istanbul (Turquie) :
  -  Médaille d'argent du 200 mètres dos.
- Championnats d'Europe 2010 à Eindhoven (Pays-Bas) :
  -  Médaille d'argent au titre du relais 4 × 50 m 4 nages.

## Records personnels
Ces tableaux détaillent les records personnels de Jenny Mensing en grand et petit bassin au 29 juillet 2012.
| Épreuve        | Temps        | Compétition                               | Lieu              | Date       |
| 50 mètres dos  | 28 s 31      | Open de Paris                             | Paris, France     | 25/06/2011 |
| 100 mètres dos | 59 s 85      | Championnats d'Allemagne de natation 2012 | Berlin, Allemagne | 13/05/2012 |
| 200 mètres dos | 2 min 8 s 30 | Championnats d'Allemagne de natation 2012 | Berlin, Allemagne | 12/05/2012 |

| Épreuve        | Temps       | Compétition | Lieu                 | Date       |
| 50 mètres dos  | 27 s 85     |             | Wuppertal, Allemagne | 13/11/2010 |
| 100 mètres dos | 59 s 01     |             | Wuppertal, Allemagne | 06/12/2009 |
| 200 mètres dos | 2 min 3 s 0 |             | Wuppertal, Allemagne | 06/12/2009 |